# George Parker Bidder III
George Parker Bidder III (geb. 21. Mai 1863 in London; gest. 31. Dezember 1953 in Cambridge) war ein britischer Meeresbiologe, der sich überwiegend mit der Spongiologie befasste. Er war Präsident der Marine Biological Association (MBA) und gründete The Company of Biologists. Darüber hinaus war er Unternehmer und Dichter.

## Leben
George Parker Bidder III wurde am 21. Mai 1863 als Sohn des Anwaltes George Parker Bidder II (1836–1896) und Anna McClean (1839–1910) geboren. Sein Großvater väterlicherseits war der Ingenieur und Rechenkünstler George Parker Bidder und sein Großvater mütterlicherseits John Robinson McClean, ein britischer Politiker und Mitglied der Liberal Party. Bidder besuchte die King’s Preparatory School in Brighton und die Harrow School im Londoner Stadtteil Harrow, wo er 1881 den Prize Poem gewann. Danach studierte er ein Jahr lang unter Sir Edwin Ray Lankester, dem Gründer der Marine Biological Association, Zoologie am University College London. Bis 1886 absolvierte er den Natural Sciences Tripos am Trinity College, Cambridge.
Aufenthalte in Neapel weckten sein Interesse für Archäologie und Bildhauerkunst, was zur Veröffentlichung des Artikels „Arcus“ in der 35. Ausgabe des Journals of Philology führte. 1890 kaufte er ein von der Schließung bedrohtes Hotel in der Nähe der Zoologischen Station Neapel, das er 1908 wieder verkaufte und das noch heute den Namen „Grand Hotel Parkers“ trägt.
1899 heiratete er Marion Greenwood, eine britische Physiologin und eine der ersten Frauen, die in Cambridge unabhängige Forschungsarbeiten betrieben, und zog nach Plymouth. 1902 zog das Ehepaar nach Cambridge, wo Bidder bis zu seinem Tod lebte. Das Ehepaar hatte zwei Töchter, von denen eine, Anna McClean Bidder (1903–2001), Zoologin wurde. Zum Zeitpunkt seines Todes hatte Bidder drei Enkelkinder.
Nach dem Tod seines Vaters 1896 erbte Bidder Anteile an einem Trockendock, dem Cannock Chase Colliery, einem dänischen Gaswerk, einer Bleimine in Cornwall und einer Farm in Mitcham. Im Zeitraum von 1897 bis 1908 war er Geschäftsführer des Cannock Chase Colliery und von 1915 bis 1919 dessen Vorstandsvorsitzender.
Ab 1903 zeigten sich erste Anzeichen einer Tuberkulose, von der er sich nach ungefähr zehn bis zwölf Jahren vollständig erholt hatte. Aufgrund seiner Erkrankung war er im Ersten Weltkrieg vom Kriegsdienst befreit, und es war ihm in dieser Zeit nicht möglich, Mikroskoparbeiten durchzuführen. Er widmete sich in dieser Zeit vermehrt der Organisation der MBA, den Familiengeschäften und entdeckte während der regelmäßigen Urlaubsfahrten mit seiner Familie nach Mundesley an der Küste Norfolks sein Interesse für die Meeresgeologie, besonders für die Küstenerosion.

Bidder starb am 31. Dezember 1953 in Cambridge. In einem Nachruf der Times vom 1. Januar 1954 hieß es:

„Viele Männer und Frauen aus allen Zweigen der Forschung und aus allen Gesellschaftsschichten werden sein Ableben schmerzlich bedauern“

## Forschungstätigkeiten

### Zoologische Station Neapel
1887 begann er für die Zoologische Station Neapel in Italien zu arbeiten. In den Jahren 1887, 1888 und 1889 besetzte er den Tisch der Universität Cambridge in der Station. Es entwickelte sich eine lange Freundschaft zur Familie Dohrn und er kehrte in den Jahren 1890, 1891 und 1893 als Gast Dohrns an die Station zurück. Er unterstützte die Zoologische Station über mehrere Jahre finanziell und setzte sich nach dem Zweiten Weltkrieg dafür ein, dass die Royal Society den Wiederaufbau und Erhalt der Station in größerem Umfang unterstützte.
Bidders Hauptforschungsinteresse galt der Spongiologie, insbesondere der Erforschung des hydraulischen Systems der Schwämme. Viele seiner Arbeiten über die Schwämme wurden an der Zoologischen Station verfasst, jedoch erst später veröffentlicht.

### Die Marine Biological Association
Der MBA trat er 1893 bei und wurde 1899 Vorstandsmitglied.
Von 1893 bis 1896 war er ein regelmäßiger Besucher, musste seine Tätigkeiten dort jedoch nach dem Tod seines Vaters unterbrechen und nahm sie dann 1899 wieder auf.
In den Labors in Plymouth widmete er sich weiterhin der Arbeit über die Schwämme, untersuchte aber darüber hinaus auch die Bewegungen von Benthos.
Bidder setzte sich stark für den Erhalt und den Ausbau der MBA, die zu Beginn des 20. Jahrhunderts große finanzielle Schwierigkeiten hatte, ein.
Bidder kaufte 1902 einen 35 m (115 ft) Dampfschlepper, der zu Ehren des 1. Präsidenten der Vereinigung SS Huxley getauft wurde, und vermietete ihn zu sehr günstigen Konditionen an die MBA. Die MBA war von der Regierung unter der Schirmherrschaft des International Council for the Exploration of the Sea mit der weiteren Erforschung der südlichen Nordsee und des Ärmelkanals beauftragt worden, Mittel zur Anschaffung eines geeigneten Schiffes waren jedoch gestrichen worden. Bidder hatte von 1903 bis 1906 die Aufgabe, das für das Projekt angemietete Labor in Lowestoft zu besuchen und der Regierung Bericht zu erstatten. Für die Forschungsarbeiten auf dem Ärmelkanal wurde das bereits vorhandene Schiff Oithoma eingesetzt, in der südlichen Nordsee die SS Huxley. Mit den Mieteinnahmen und dem Erlös aus dem Verkauf des Schiffes 1909 gründete Bidder die Ray Lankester Foundation, die es einzelnen Wissenschaftlern ermöglicht, als Besucher in den Laboratorien der MBA zu arbeiten.
Von 1939 bis 1945 war er Präsident der Vereinigung und blieb von 1899 bis zu seinem Tod Vorstandsmitglied. Bidder wurde nach seinem Ausscheiden zum Ehrenmitglied ernannt. Die National Marine Biological Library beherbergt die „Sammlung Bidder“, die aus 39 Bänden von Fachbüchern besteht, die er der Bibliothek vermachte.

#### Bottom-Trailers
Bereits während seiner Erkrankung suchte Bidder nach einer Lösung, die verschiedenen Strömungen der Nordsee zu untersuchen. Er suchte nach einer Möglichkeit, die Unterschiede der Strömungen am Meeresboden und der -oberfläche zu überprüfen. Dazu erfand er die sogenannten bottom-trailers - Flaschen, deren Gewicht nur leicht größer als das des Meereswassers war, so dass sie in Meeresbodennähe treiben konnten. Wegen dieser bottom-trailers und der damit verbundenen Strömungsuntersuchungen wurde Bidder während des Ersten Weltkrieges zu Forschungsarbeiten auf die HMS Vernon einberufen.
Von 1904 bis 1906 ließ Bidder ungefähr 1000 Flaschen ins Meer, um die Ost-West-Strömung in der Tiefsee der Nordsee zu beweisen. Finder dieser Flaschenpost wurden auf Englisch, Niederländisch und Deutsch gebeten, die beiliegende Postkarte an das MBA in Plymouth zu schicken. Die meisten Flaschen erhielt das Institut innerhalb weniger Monate nach deren Absetzung zurück, aber eine Flasche wurde erst im April 2015 am Strand von Amrum gefunden. Die Postkarte dieser Flasche wurde ordnungsgemäß an das MBA übersandt. In der Flaschenpost wurde ein Finderlohn in Höhe eines Schillings zugesichert. Das Institut honorierte die Rücksendung der Postkarte mit einem Schillingstück aus der damaligen Zeit. Im März 2016 bestätigten die Guinness World Records diese Flasche als bis dato älteste Flaschenpost der Geschichte. Demnach war die Flasche, die am 30. November 1906 ins Meer gelassen worden war, 108 Jahre und 138 Tage unterwegs.

## Weitere Ämter und Tätigkeiten
1916 verlieh die University of Cambridge, an der er von 1920 bis 1927 Spongiologie-Vorlesungen hielt, den Doktor der Wissenschaften (ScD).
Bidder setzte sich insgesamt für den Fortschritt und die Anerkennung der Zoologie in Großbritannien ein und bekleidete verschiedene Ämter in betreffenden Verbänden und Gesellschaften. So war er 1924 und 1931 Vizepräsident der Linnean Society of London (Linné-Gesellschaft) und von 1928 bis 1931 deren zoologischer Leiter (Zoological Secretary). 1927 war er Präsident der Zoologischen Abteilung der British Association for the Advancement of Science. Nachdem die British Association einer jährlichen Tagung nicht zugestimmt hatte, gründete er zusammen mit Francis Balfour-Browne die Association of British Zoologists. Bidder war außerdem Honorary Vice President der Ray Society, 1928 1. Vorsitzender der South Western Union of Naturalists und 1929 1. Vorsitzender der Devonshire Association.
Bidder kaufte außerdem das Quarterly Journal of Microscopical Science (später: Journal of Cell Science) und eröffnete 1925 die Company of Biologists, eine gemeinnützige Gesellschaft, die sich der Veröffentlichung biologischer Fachmagazine und -beiträge verschrieben hat, um Forschungsergebnisse aus dem Bereich der Biologie einer großen Leserschaft zur Verfügung stellen zu können. Er gründete die Company of Biologists, um The British Journal of Experimental Biology (heute The Journal of Experimental Biology) so vor der Insolvenz retten zu können.
1932 leistete Bidder einen Beitrag zur Biogerontologie, indem er eine Beziehung zwischen dem Eintritt der Seneszenz und dem Ende des Wachstums anhand von Beobachtungen an Fischen (Forellen) aufstellte. Diese als „Bidders Hypothese“ bekannte Theorie wurde mit zahlreichen Experimenten, unter anderem 1963 einer Studie über Guppys, einer Art, die auch schon während des Wachstums altert, von Alex Comfort, widerlegt. Bidders Hypothese diente aber auch lange nach ihrer Veröffentlichung noch als Grundlage für weitere gerontologische Forschungen und Diskussionen.

## Gedichte
Seit seiner Jugend widmete Bidder einen großen Teil seiner Freizeit dem Schreiben von Gedichten. Das bekannteste davon ist Merlin's Youth aus dem Jahr 1899.
Veröffentlicht wurden:
- By Southern Shore. A. Constable & Co., Westminster (1899)
- Merlin's Youth. A. Constable & Co., Westminster (1899) online

## Publikationen (Auswahl)
- Notes on excretion in sponges. Harrison and Sons, London (1892)
- The collar–cells of Heterocoela. In: Quarterly Journal of Microscopical Science, 38:9–43 (1895)
- The skeleton and classification of calcareous sponges. In: Proceedings of the Royal Society, 64:61–76 (1898)
- Principal results of the experiments with bottom-trailers. In: Rapports et Proces-verbaux des Reunions. Conseil Permanent International pour l’Exploration de la Mer, 6, S. 35–42 (1906)
- The Relations of the Form of a Sponge to its currents. In: Quarterly Journal of Microscopical Science, 266:293–234 (1923)
- Bibliography of sponges, 1551-1913., G.C.J. Vosmaer, Hrsg. (1928)
- The importance of Brownian movements. In: Proceedings of the Linnean Society of London, S. 82–95 (1931)
- Senescence. In: British Medical Journal 2:585–585 (1932), PMC 2521615 (freier Volltext)
- The perfection of sponges. In: Proceedings of the Linnean Society of London, Session 149, S. 119–146 (1937)